# 有線第1台
有線第1台（英語：CABLE No.1 Channel）是香港有線電視的一條綜合頻道，以04頻道作數碼廣播。
有線第1台是香港首條以免費電視台模式營運的收費電視頻道，以「十蚊睇一世」（十元看一輩子）作招徠，試圖與香港免費電視台爭奪電視廣告市場。雖然有人投訴有線此種做法違反香港《廣播條例》，但廣播事務管理局於2007年10月裁定第1台仍屬收費電視服務。
有線131頻道原為1999年11月啟播的有線A台，2007年6月13日起由有線電視第1台取代，但131頻道一直與14頻道共用至2008年8月底，其後只使用14頻道作廣播。該台由2009年7月4日起更名為有線第1台，並更改台徽。2010年8月21日起，有線第1台改於14頻道改為01頻道播放。2013年5月28日起，新增199頻道播放。2018年4月3日早上6時，有線第1台的台號由01頻道/199頻道改為04頻道。而每次更換播映頻道前，會有顯示字幕告知用戶。
「WE-WET娛樂套餐」用戶只可以收看199頻道，而「有線電視生活全面睇」用戶只可以收看1頻道（不適用於衛星廣播服務用戶）。
同有線第1台相似類型頻道有香港開電視，主要競爭對手則包括myTV SUPER亞洲綜藝、香港電視娛樂ViuTV、港台電視31、無綫電視翡翠台、J2、now TV、now香港台。
2017年4月7日，部分大廈接收的頻道播出同年4月11日停播訊息。
2019年12月3日起，有線電視重新整合娛樂平台頻道以配合高清化。有線第1台、有線娛樂台及有線劇集台合併為有線綜合娛樂台（高清：301台；標清：371台）。該頻道播放原於有線第1台、有線劇集台及有線兒童台播放的節目。本頻道則於當日04:00停播。

## 啟播及發展
有線電視第1台啟播慶典於2007年6月13日晚上7時正舉行，有線電視第1台及娛樂台現場直播，這也是有線電視第1台啟播後首個節目。
大廈業主立案法團或管理公司與有線簽約後，有線便會為大廈安裝一個解碼器，並將第1台的訊號加入大廈的公共天線系統內，於是非有線訂戶就可以無需解碼器而接收該台以UHF頻道傳送的模擬訊號節目。
不過於1999年左右，新建的香港公共房屋，單位內外的公共天線工程皆由有線電視承辦，同時有線一直將一個「反藍」了的有線A台（即第1台的前身）信號混入VHF頻道（公共天線）之內。
2009年4月開始，有線對這些新建公屋住戶，正式在公共天線的UHF頻道內，傳送模擬訊號的第1台，住戶只需重新搜索電視頻道，即可在毋須有線解碼器的情況下免費收看。
截至2009年10月，有線第1台的覆蓋率為12.1%。
2010年8月21日起，有線第1台的台號由第14頻道改為第01頻道播放。
2013年5月28日起，有線第1台新增第199頻道播放。
2017年4月11日，有線第1台終止在部份屋邨的模擬廣播，使用有線解碼器收看的觀眾則未受影響。
2018年4月3日早上6時，有線第1台的台號由第01頻道/199頻道改為第04頻道播放。
2019年12月3日起，有線第1台的節目內容轉移到有線綜合娛樂台（第301/371頻道）播放，第1台公共天線模擬訊號改為播放綜合娛樂台。

## 2010年世界盃直播安排
2010年世界盃舉辦期間，有線輯錄每日賽事精華製作《有線1台世界盃》於早晚播出，並安排4場直播賽事於第1台播放。
並與未獲當屆世界盃香港區播映權的無綫電視和亞洲電視達成協議，兩台可播放有線提供的第1台直播訊號(原信號畫面比例為4:3，及後兩台自行將畫面增線放大至16:9)，但協議要求兩台必須足本播放《有線1台世界盃》、在賽事直播前後播放有線自製的《有線高清世界盃嘉年華》，以及須要足本播放所有廣告包括商業廣告和有線節目宣傳片，不得刪剪。當時亞視將相關節目都安排在亞洲高清台播放。
TVB方面，原定全數節目安排於J2播放，決賽日將賽事改至高清翡翠台播放，並計劃以「第三聲道」播放該台評述員旁述賽事（第一、二聲道分別為有線粵語及大會英語旁述），但受到有線反對並聲言會終止信號，TVB最終放棄計劃，改為移師奧海城並通過tvb.com直播旁述，但由於網絡連線需要緩衝，無可避免出現「畫比聲快」的遲滯問題。

## 節目
除了新聞資訊、財經、娛樂節目外，也有外購劇集、電影，還會加入有線製作的劇集及音樂節目等。開台早期有播放外購動畫，曾一度停止，2019年暑假期間新增16:00-17:00播放外購兒童節目。

### 停播前每週黃金時段節目
|       | 星期一                   | 星期二                   | 星期三                   | 星期四                   | 星期五                   | 星期六                   | 星期日                   |
| ----- | ------------------------ | ------------------------ | ------------------------ | ------------------------ | ------------------------ | ------------------------ | ------------------------ |
| 18:00 | 有線新聞                 | 有線新聞                 | 有線新聞                 | 有線新聞                 | 有線新聞                 | 到底住哪裡?              | 勇闖日本秘境             |
| 19:00 | 娛樂頭條 E-news Headline | 娛樂頭條 E-news Headline | 娛樂頭條 E-news Headline | 娛樂頭條 E-news Headline | 娛樂頭條 E-news Headline | 娛樂頭條 E-news Headline | 娛樂頭條 E-news Headline |
| 19:30 | 新聞最前線               | 新聞最前線               | 新聞最前線               | 新聞最前線               | 新聞最前線               | 新聞最前線               | 新聞最前線               |
| 20:00 | 八點有線財經             | 八點有線財經             | 八點有線財經             | 八點有線財經             | 八點有線財經             | 鹿鼎記II神龍教           | 殺人犯                   |
| 20:30 | 姐姐還活著               | 姐姐還活著               | 姐姐還活著               | 姐姐還活著               | 姐姐還活著               | 鹿鼎記II神龍教           | 殺人犯                   |
| 21:30 | 有線中國組               | 有線中國組               | 有線中國組               | 有線中國組               | 有線中國組               | 鹿鼎記II神龍教           | 殺人犯                   |
| 22:00 | 十點有線財經             | 十點有線財經             | 十點有線財經             | 十點有線財經             | 十點有線財經             | 勇闖日本秘境             | 殺人犯                   |
| 22:30 | 名不虛傳                 | 名不虛傳                 | 名不虛傳                 | 名不虛傳                 | 名不虛傳                 | 勇闖日本秘境             | 地膽帶路-西班牙          |
| 23:00 | 名不虛傳                 | 名不虛傳                 | 名不虛傳                 | 名不虛傳                 | 名不虛傳                 | 樓盤傳真                 | 台灣山女孩               |
| 23:30 | 熱闖巴西                 | 地膽帶路-西班牙          | 女神放大假 - 亞庇        | 全家出走中               | 全日周圍Look III-廣島篇  | 樓盤傳真                 | 台灣山女孩               |
| 00:00 | 午夜最前線               | 午夜最前線               | 午夜最前線               | 午夜最前線               | 午夜最前線               | 午夜最前線               | 午夜最前線               |
| 00:30 | 娛樂頭條 E-news Headline | 娛樂頭條 E-news Headline | 娛樂頭條 E-news Headline | 娛樂頭條 E-news Headline | 娛樂頭條 E-news Headline | 娛樂頭條 E-news Headline | 娛樂頭條 E-news Headline |

| 新聞/資訊節目 | 飲食節目 | 旅遊節目 | 娛樂/生活/綜藝節目 | 電影 | 玄學節目 | 劇集 | 其他 |

### 第1台製作的節目
全屬娛樂台的重播節目，只是作出重新包裝而已。
- 活得很滋味之旅遊篇
- 歐洲開心假期（原節目：活得很滋味）
- 日韓開心假期（原節目：活得很滋味）
- 東南亞開心假期（原節目：活得很滋味）
- 中國開心假期（原節目：活得很滋味）
- 環球開心假期（原節目：活得很滋味）
- 明星開心假期（原節目：活得很滋味）
- 肥媽開飯（原節目：肥媽私房菜）
- 肥媽藥膳補臟（原節目：肥媽私房菜）
- 高師傅駕到（原節目：肥媽私房菜、嚐回味）
- 光仔正傳（原節目：嚐回味）
- 儀姐美食之旅（原節目：嚐回味）
- 梁祖堯美味舞台（原節目：嚐回味）
- 異鄉人．愛香港（原節目：嚐回味）
- 搵食行遠D（原節目：美食法庭）
- 廚神P（原節目：美食法庭）

### 香港開電視製作的節目
- 娛樂頭條 E-news Headline（每日晚上7時、凌晨12時30分及星期六、日中午12時30分）

### 外購綜藝及旅遊節目
- 最瀛大放送（逢星期日晚上10時）
- 玩樂誌（逢星期二晚上8時30分）
- 熟悉的味道（逢星期三晚上8時30分）
- 綜藝大熱門（逢星期四晚上8時30分）
- 最強大腦2（逢星期五晚上8時30分）
- 美味韓風（逢星期一晚上11時30分）
- 愛玩客．小鐘自遊行（逢星期二晚上11時30分）
- 亞洲自由行
- 小Fun之輕鬆
- 跟阿肥搵食
- 來吧冠軍（逢星期六晚上10時）
- 台灣山女孩（逢星期日晚上11時）
- 到底住哪裡?（逢星期六晚上6時）
- 地膽帶路-西班牙（逢星期二晚上11時30分）

### 外購兒童節目
- 哈婆婆故事屋第二季（逢星期一至五下午4時）
- 鬼馬小靈精（逢星期一至五下午4時30分）

## 外部連結
- 有線寬頻相關網站 - 有線第1
- 有線電視服務相關網站 - 有線第1 （页面存档备份，存于）